# Jeton Kelmendi

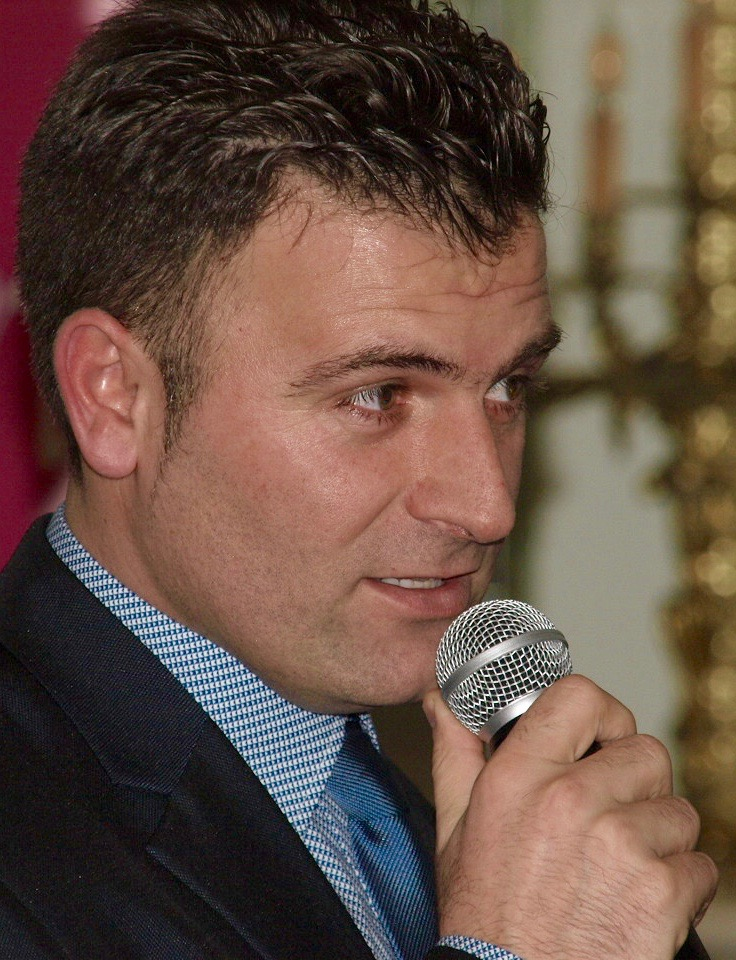
Jeton Kelmendi (2018)

Jeton Kelmendi (Peja, 27 november 1978) is een Albanees academicus, dichter, toneelschrijver en publicist.

## Biografie
Jeton Kelmendi werd geboren in de stad Peja in Kosovo (1978) en ging naar de lagere school in zijn geboorteplaats. Later vervolgde hij zijn studie aan de Universiteit van Pristina en behaalde het diploma van Bachelor of Arts in massacommunicatie. Vervolgens behaalde hij een master aan de Vrije Universiteit van Brussel, België, waar hij zich specialiseerde in internationale en onderwerpen met betrekking tot veiligheid. Hij voltooide zijn tweede master in diplomatie. Kelmendi promoveerde op de “Invloed van media op politieke kwesties in de EU”. 
Hij is professor aan AAB University College. Hij is actief lid van de European Academy of Science and Arts in Salzburg, Oostenrijk. Hij schrijft poëzie, proza, essays en korte verhalen. Hij levert regelmatig bijdragen aan kranten, in Albanië en in het buitenland, en schrijft over culturele en politieke onderwerpen, vooral over internationale aangelegenheden. 
Jeton Kelmendi werd bekend in Kosovo, na de publicatie van zijn eerste boek getiteld The Century of Promises (Shekulli i Premtimeve), gepubliceerd in 1999. Later publiceerde hij een aantal andere boeken. Zijn gedichten zijn vertaald in meer dan zevenentwintig talen en gepubliceerd in verschillende internationale literatuuranthologieën. Hij is de meest vertaalde Albanese dichter en zeer bekend in Europa. Volgens een aantal literaire critici is Kelmendi de vertegenwoordiger van moderne Albanese poëzie. Internationale critici en dichters schreven over hem en beschouwen hem als een vooraanstaande Europese dichter. Hij is lid van verschillende internationale poëzieclubs en levert een bijdrage aan diverse literaire en culturele tijdschriften, vooral in het Engels, Frans en Roemeens. De wijsheid van zijn werk op het gebied van literatuur is gebaseerd op de aandacht die hij besteedt aan de poëtische uitdrukking, moderne verkenning van de tekst en de diepte van de boodschap. Zijn genre is meer gericht op liefdesliederen en elliptisch vers verweven met metaforen en artistieke symboliek. Hij woont en werkt momenteel in Brussel, België, en in Pristina, Kosovo.

## Gepubliceerde werken
- The Century Promises (Shekulli i Premtimeve), 1999 (poëzie)[2]
- Beyond Silence (Përtej Heshtjes), 2002 (poëzie)
- If it is afternoon (Në qoftë mesditë), 2004 (poëzie)
- Fatherland pardon me (Më fal pak Atdhe), 2005 (poëzie)
- Where are the arrivals going (Ku shkojnë ardhjet),2007 (poëzie)
- You arrived for the traces of wind (Erdhe për gjurmë të erës), 2008 (poëzie)
- Time when it has time (Koha kurë të ketë kohë), 2009 (poëzie)[3]
- Wandering thoughts (Rrugëtimi i mendimeve) 2010 poëzie[4]
- The baptize of spirit (Pagezimi I shpirtit) 2012 poëzie
- I call forgotten things (Thërras gjërat e harruara) 2013 poëzie

## Gepubliceerde toneelstukken
- Mrs Word (Zonja Fjalë), 2007 (Drama)[5]
- Play and anti-play (Lojë dhe kundër lojë) 2011 Drama

## Politieke wetenschap
- EU mission in Kosova after its independence 2010 USA.[6]
- Bad times for the knowledge 2011, Pristina Kosovo.
- NATO-EU missions, cooperative or competitive 2012, Tirana Albania.[7]
- Media Influence in Security Politics in EU, 2016, Brussels, Belgium.

- Bibliothèque nationale de France: cb162707461 (data)
- Gemeinsame Normdatei: 1052825729
- International Standard Name Identifier: 0000 0001 1919 0674
- Library of Congress Control Number: n2010032289
- Nationale Bibliotheek van Tsjechië: pna20241225056
- Nationale Bibliotheek van Israël: 987012281274405171
- Nationale Bibliotheek van Polen: a0000003744201
- Système universitaire de documentation: 152213252
- Virtual International Authority File: 170378838
- WorldCat: E39PBJdRBTQ6RbktCYTgYGGbVC